# Icimauna reversa
Icimauna reversa är en skalbaggsart som först beskrevs av Bates 1881.  Icimauna reversa ingår i släktet Icimauna och familjen långhorningar. Inga underarter finns listade i Catalogue of Life.